# Richard Pramotton
Richard Pramotton (ur. 9 maja 1964 r.) – włoski narciarz alpejski. Jego największym sukcesem było trzecie miejsce w klasyfikacji końcowej giganta w sezonie 1986/1987. Najwyższym miejscem wywalczonym przez Pramottona na mistrzostwach świata było 11. miejsce w gigancie podczas mistrzostw świata w Crans-Montana. Najlepsze wyniki w Pucharze Świata osiągnął w sezonie 1986/1987 kiedy to zajął 5. miejsce w klasyfikacji generalnej.

## Sukcesy

### Puchar Świata

#### Klasyfikacje końcowe sezonu
- 1983/1984 – 92.
- 1984/1985 – 21.
- 1985/1986 – 16.
- 1986/1987 – 5.
- 1987/1988 – 31.
- 1988/1989 – 55.
- 1989/1990 – 102.
- 1990/1991 – 74.
- 1991/1992 – 46.
- 1992/1993 – 100.

#### Miejsca na podium
1. Puy-Saint-Vincent – 8 grudnia 1984 (gigant) – 3. miejsce
2. Adelboden – 15 stycznia 1985 (gigant) – 3. miejsce
3. Adelboden – 28 stycznia 1986 (gigant) – 1. miejsce
4. Sestriere – 29 listopada 1986 (slalom) – 3. miejsce
5. Sestriere – 30 listopada 1986 (gigant) – 1. miejsce
6. Alta Badia – 14 grudnia 1986 (gigant) – 1. miejsce
7. Alta Badia – 15 grudnia 1986 (gigant) – 2. miejsce
8. Kranjska Gora – 19 grudnia 1986 (gigant) – 3. miejsce
9. Aspen – 8 marca 1987 (supergigant) – 2. miejsce
10. Kranjska Gora – 20 grudnia 1987 (slalom) – 2. miejsce